# سه تفنگدار (فیلم ۱۹۴۸)
سه تفنگدار (انگلیسی: The Three Musketeers) فیلمی در ژانر ماجراجویی به کارگردانی جرج سیدنی است که در سال ۱۹۴۸ منتشر شد. فیلم‌نامه این فیلم به نویسندگی رابرت آردری اقتباسی از رمان سه تفنگدار (۱۸۴۴) اثر الکساندر دوما است.

## بازیگران
- جین کلی
- وان هفلین
- جون الیسون
- وینسنت پرایس
- لانا ترنر
- آنجلا لنسبوری
- فرانک مورگان
- کینن وین
- گیگ یانگ
- رجینالد اوئن
- ایان کیت
- پاتریشا مدینا
- رابرت وارویک
- کرک آلین
- ماری ویندسور
- ویلیام ادموندز
- بایرون فولگر
- فرانک هاگنی
- میکی سیمپسون
- ریچارد وایلر